# شركة الطباعة الحكومية المجرية

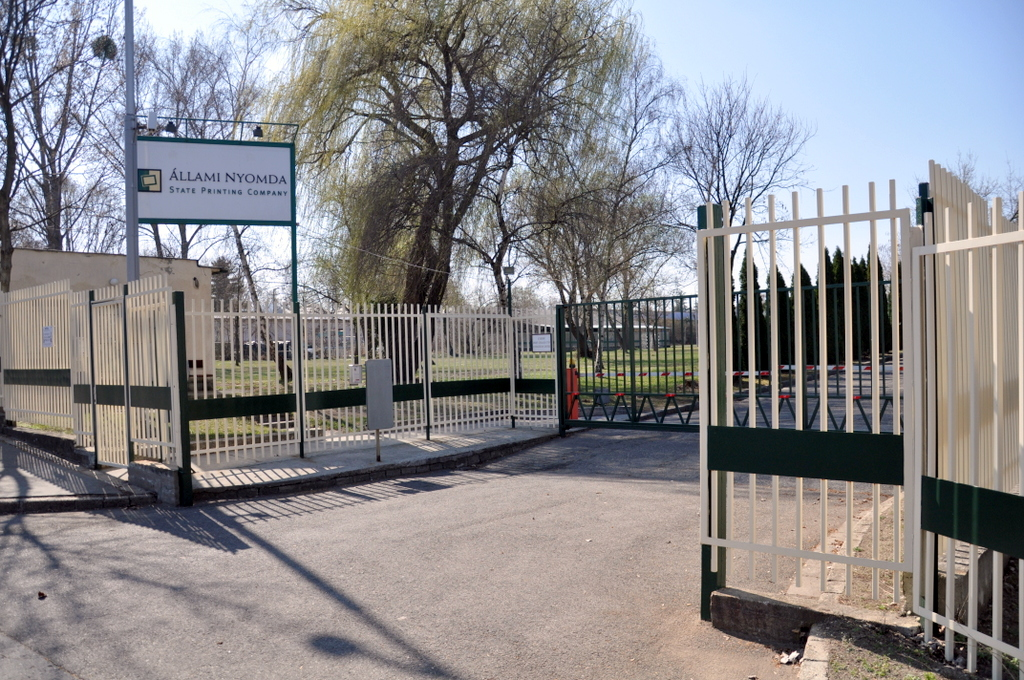
مدخل شارع فاتولكا للشركة

أيه ان واي شركة الطباعة الأمنية أو (بالمجرية : ANY Biztonsági Nyomda Nyrt) . (شركة الطباعة الحكومية السابقة) هي واحدة من أكبر شركات الطباعة الأمنية في المجر ومنطقة أوروبا الوسطى والشرقية . سابقا ، أنتجت الشركة منتجات الطباعة التقليدية. واليوم تتركز أنشطتها على منتجات أمن المستندات ، وإنتاج البطاقات البلاستيكية وتخصيصها ، وإدارة المستندات الإلكترونية وطباعة المعاملات بالجملة. تم إدراج أسهم الشركة في بورصة بودابست منذ ديسمبر 2005.